# Vicepresident van Suriname

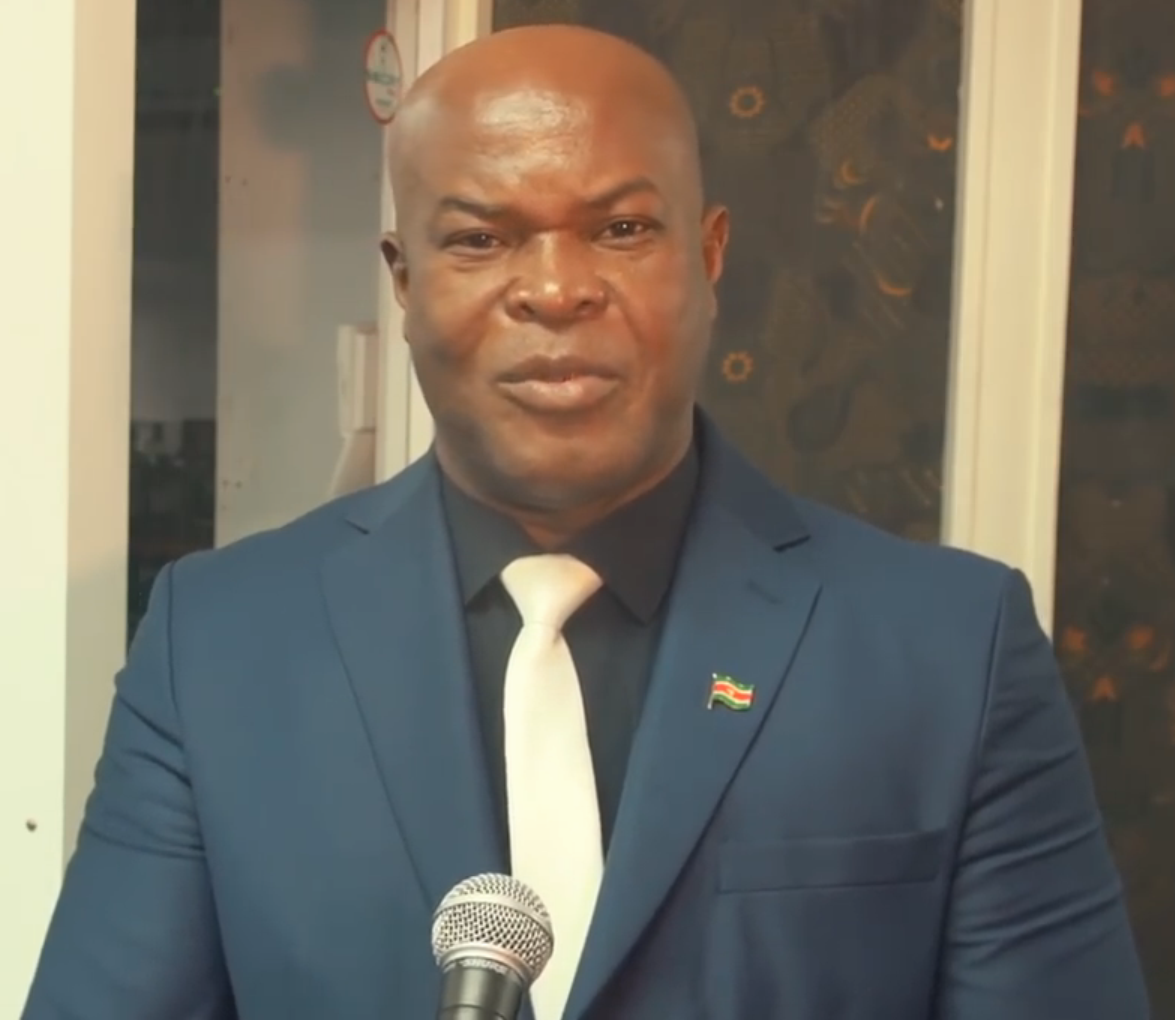
Ronnie Brunswijk, in ambt sinds 2020

Vicepresident van Suriname is de op een na hoogste politieke positie in Suriname. De vicepresident in Suriname wordt net als de president van Suriname gekozen, door middel van een stemming waarbij een tweederdemeerderheid in de Nationale Assembee moet worden bereikt. Als hier na twee verkiezingsrondes geen kandidaat uitgekomen is, wordt gekozen in de Verenigde Volksvergadering. Hieraan nemen ook de leden van de ressort- en districtsraden deel en in bij deze stemming is een normale meerderheid voldoende.
De positie van vicepresident werd in 1987 in de grondwet gecreëerd, waarbij tegelijkertijd de functie van premier werd afgeschaft. De taak van de vicepresident bestaat uit de dagelijkse leiding van de Raad van Ministers. Hij legt verantwoording af aan de president.
De bestuursdienst die hem ondersteund bij zijn taken, is het Kabinet van de Vicepresident.